# Séverin Lachapelle
Pour les articles homonymes, voir Lachapelle.
Séverin Lachapelle (né le 18 septembre 1850 à Saint-Rémi, Québec - mort à Montréal le 18 juin 1913) est un médecin, maire et homme politique fédéral du Québec.

## Biographie
Séverin Lachapelle étudie au Collège de Montréal puis en 1870, s’inscrit à l'école de médecine et de chirurgie de Montréal (School of Medicine and Surgery of Montreal), fondée par des médecins anglais en 1843, affiliée à L'Université Victoria à l'Université de Toronto de Cobourg (Ontario). Il obtient son diplôme en 1874 et exercera sa profession à Saint-Henri (Montréal) dès 1876. Il devient maire de la Ville de Saint-Henri en 1886-1887. Il est élu député du Parti conservateur du Canada dans la circonscription fédérale d'Hochelaga (Montréal) en 1892. Il tentera de se faire réélire aux élections de 1896 et de 1900 en vain. 
Il milita pour améliorer les conditions d'hygiènes et de nutrition des enfants de son époque et, à cet effet, publia de nombreuses publications. Il est le surintendant de la crêche de la Miséricorde de Montréal (aide aux mères célibataires et leurs enfants) de 1899 à 1907. À la demande d'Irma Levasseur, il devient l'un des fondateurs (1907) et membre du bureau médical (1907-1913) de l'Hôpital Sainte-Justine de Montréal.
Il est considéré comme l’un des pionniers de la pédiatrie chez les Canadiens français. En 1938, pour marquer le vingt-cinquième anniversaire de sa mort, une plaque commémorative a été dévoilée à la crèche de la Miséricorde de Montréal.